# Mistrzostwa Polski w Biathlonie na Nartorolkach 2022
Mistrzostwa Polski w biathlonie na nartorolkach 2022 odbyły się w Kościelisku w dniach 30 września - 1 października 2022 roku. O tytuł mistrza Polski biathloniści rywalizowali w sprincie, a biathlonistki w sprincie i w biegu pościgowym.
Pierwszego dnia zawodów w kategorii seniorów doszło do nietypowej sytuacji, ponieważ wyniki sprintu zostały unieważnione i została podjęta decyzja o powtórzeniu biegu sprinterskiego następnego dnia - co skutkowało nie rozegraniu biegu pościgowego dla mężczyzn. Stało się tak, ponieważ spora grupa zawodników pomyliła trasę, a inni zostali wprowadzeni w błąd przez jednego z sędziów.

## Kobiety

### Sprint 7,5 km
Kościelisko, 30 września 2022 roku, godz. 9:45
| Miejsce | Zawodniczka        | Klub                | Strzelanie | Czas    | Strata |
| ------- | ------------------ | ------------------- | ---------- | ------- | ------ |
| 1       | Natalia Sidorowicz | KS AZS AWF Katowice | 0+0        | 23:49,5 | –      |
| 2       | Magdalena Gwizdoń  | BLKS Żywiec         | 2+1        | 24:19,1 | +29,6  |
| 3       | Joanna Jakieła     | BKS WP Kościelisko  | 1+2        | 24:20,2 | +30,7  |

### Pościg 10 km
Kościelisko, 1 października 2022 roku, godz. 10:15
| Miejsce | Zawodniczka       | Klub               | Strzelanie | Czas    | Strata |
| ------- | ----------------- | ------------------ | ---------- | ------- | ------ |
| 1       | Joanna Jakieła    | BKS WP Kościelisko | 2+0+3+0    | 32:33,7 | –      |
| 2       | Magdalena Gwizdoń | BLKS Żywiec        | 0+2+1+2    | 32:51,0 | +17,3  |
| 3       | Anna Mąka         | BKS WP Kościelisko | 0+1+2+1    | 32:55,0 | +21,3  |

## Mężczyźni

### Sprint 10 km
Kościelisko, 1 października 2022 roku, godz. 9:15
| Miejsce | Zawodniczka        | Klub               | Strzelanie | Czas    | Strata |
| ------- | ------------------ | ------------------ | ---------- | ------- | ------ |
| 1       | Wojciech Filip     | KS AZS AWF Wrocław | 0+0        | 26:35,9 | –      |
| 2       | Grzegorz Guzik     | BLKS Żywiec        | 1+1        | 26:46,3 | +10,4  |
| 3       | Przemysław Pancerz | KS AZS AWF Wrocław | 1+1        | 27:34,8 | +58,9  |